# View from the Top
View from the Top er amerikansk romantisk-komedie fra 2003 med Gwyneth Paltrow, Mark Ruffalo og Christina Applegate i hovedrollerne. 

## Cast
- Gwyneth Paltrow .... 	Donna Jensen
- Christina Applegate .... 	Christine Montgomery
- Mark Ruffalo .... 	Ted Stewart
- Candice Bergen .... 	Sally Weston
- Joshua Malina .... 	Randy Jones
- Kelly Preston .... 	Sherry
- Rob Lowe .... 	 	Pilot Steve Bench
- Mike Myers .... 	 	John Witney
- Marc Blucas .... Tommy Boulay
- Stacey Dash .... Angela Samona
- Jon Polito .... Roy Roby
- Concetta Tomei .... Mrs. Stewart
- Robyn Peterson .... Donnas mor
- Nadia Dajani .... Paige
- John Francis Daley .... Rodney

## Eksterne links
- Officielle side Arkiveret 11. april 2008 hos  Wayback Machine
- View from the Top på Internet Movie Database (engelsk)
- View from the Top på Filmdatabasen
- View from the Top på Scope
- View from the Top i Svensk Filmdatabas (svensk)
- View from the Top på AlloCiné (fransk)
- View from the Top på MovieMeter (nederlandsk)
- View from the Top på AllMovie (engelsk)
- View from the Top hos American Film Institute (engelsk)
- View from the Top på Turner Classic Movies (engelsk)
- View from the Top på The Movie Database (engelsk)
- Movie stills